# 1282 Утопія
1282 Утопія (1282 Utopia) — астероїд головного поясу, відкритий 17 серпня 1933 року.
Тіссеранів параметр щодо Юпітера — 3,129.